# Генеральний суддя
Генеральний суддя в різний час — службова особа державної адміністрації України.

## Генеральний суддя
1. Вища службова особа державної адміністрації Війська Запорозького у 16-18 століттях, член генеральної старшини. Генеральних суддів, як правило, було двоє. Генеральний суддя розглядав справи, що поступали на ім'я гетьмана. Рішення генеральний суддя виносив одноосібне, лише в присутності писаря. Часто генеральний суддя виїжджав вирішувати судові справи на місця. Генеральний суддя очолював Генеральний військовий суд, часто брав участь у дипломатичних переговорах, а також виконував обов'язки наказного гетьмана. Інша назва — Військовий суддя.
2. В Українській Народній Республіці і Українській Державі (1917-18) — вища судова посада, член Генерального суду. 2(15 січня) 1918 року Мала Рада таємним голосуванням обрала генеральними суддями УНР П. Ачкасова, О. Бутовського, Пухтинського, М. Радченка, О. Хруцького, Г. Шіянова, С. Шелухина, Попова. Після відновлення в березні 1918 року влади Української Центральної Ради в Києві геральними суддями стали П.Ачкасов, Пухтинський, С. Шелухин, А. Вязлов, А. Марголін, П. Яценко, Д. Маркович, Г. Шіянов, Попов, М.Радченко. В перші місяці існування Гетьманату було створено Генеральний суд Української Держави, до складу якого увійшла більшість генеральних судей УНР. 8 липня 1918 року на основі затвердженого гетьманом закону Ради Міністрів ці генеральні судді склали основу Державного сенату Української держави і отримали звання сенаторів.

## Військовий суддя
1. Службова особа, яка відала судовими справами у Запорізькій Січі в 16-18 ст. Розглядав кримінальні і цивільні справи, проводив разом з військовим осавулом слідство і виносив вироки. У своїх рішеннях керувався нормами українського звичаєвого права і традиціями судової практики Козацької держави. Вироки судді затверджувались кошовим отаманом, а смертні — радою. Обирався на військовій раді терміном на один рік. Зовнішнім знаком влади військового судді була велика срібна печатка, яку він мусив мати при собі під час військових зібрань і скріплювати нею підпис кошового отамана на документах, ухвалених військовою радою. Будучи найближчим помічником кошового отамана, часто призначався наказним отаманом. Останнім суддею Запорізької Січі був П. Головатий. Інша назва — Кошовий суддя.

## Список
Дані подані згідно з дослідженням Володимира Кривошеї:
| 1649       |  | Семен Бреус                 | гетьманування Богдана Хмельницького.                      |
| 1649—1651  |  | Матвій Онацький             | гетьманування Богдана Хмельницького.                      |
| 1651—1657  |  | Самійло Богданович-Зарудний | гетьманування Богдана Хмельницького та Івана Виговського. |
| 1654       |  | Яків Клиша                  | гетьманування Богдана Хмельницького.                      |
| 1654—1655  |  | Федір Лобода                | гетьманування Богдана Хмельницького.                      |
| 1654—1656  |  | Антін Жданович              | гетьманування Богдана Хмельницького.                      |
| 1657—1659  |  | Герман Гапонович            | гетьманування Івана Виговського.                          |
| 1659—1660  |  | Іван Безпалий               | гетьманування Юрія Хмельницького.                         |
| 1659—1663  |  | Іван Кравченко (Правденко)  | гетьманування Юрія Хмельницького.                         |
| 1660—1662  |  | Михайло Радкевич-Портянка   | гетьманування Юрія Хмельницького.                         |
| 1661       |  | Василь Глосинський          | гетьманування Юрія Хмельницького.                         |
| 1661—1662  |  | Семен Голуховський          | гетьманування Якима Сомка.                                |
| 1661—1662  |  | Григорій Лісницький         | гетьманування Юрія Хмельницького.                         |
| 1662       |  | Гуляницький Тиміш           | гетьманування Якима Сомка.                                |
| 1663       |  | Семен Гладкий               | гетьманування Якима Сомка.                                |
| 1663—1665  |  | Іван Креховецький           | гетьманування Павла Тетері.                               |
| 1663—1665  |  | Юрій Незамай                | гетьманування Івана Брюховецького.                        |
| 1666—1669  |  | Петро Забіла                | гетьманування Івана Брюховецького.                        |
| 1665—1666  |  | NN NN                       | гетьманування Івана Брюховецького.                        |
| 1666—1667  |  | Павло Животовський          | гетьманування Івана Брюховецького.                        |
| 1664—1665  |  | Герман Гапонович            | гетьманування Петра Дорошенка.                            |
| 1665—1666  |  | Михайло Суличич             | гетьманування ????.                                       |
| 1666—1667  |  | Семен Биховченко            | гетьманування ????.                                       |
| 1667       |  | Михайло Радкевич-Портянка   | гетьманування Петра Дорошенка.                            |
| 1667—1668  |  | Семен Богаченко             | гетьманування ????.                                       |
| 1667—1669  |  | Герман Гапонович            | гетьманування ????.                                       |
| 1668—1669  |  | Григорій Білогруд           | гетьманування Петра Дорошенка.                            |
| 1669—1672  |  | Іван Самойлович             | гетьманування Дем'яна Многогрішного.                      |
| 1671—1674  |  | Прокіп Бережицький          | гетьманування Петра Дорошенка.                            |
| 1671       |  | Григорій Кудлай             | гетьманування Михайла Ханенка.                            |
| 1672       |  | Іван Домонтович             | згадується генеральним суддею і власником Кудрівки        |
| 1675       |  | Дмитро Чернявський          | гетьманування Петра Дорошенка.                            |
| 1683, 1685 |  | Кость Кублицький            | гетьманування Івана Самойловича.                          |
| 1683—1691  |  | Михайло Вуяхевич            | гетьманування ????.                                       |
| 1687—1701  |  | Сава Прокопович             | гетьманування Івана Самойловича.                          |
| 1699—1708  |  | Василь Кочубей              | гетьманування Івана Мазепи.                               |
| 1706—1709  |  | Василь Чуйкевич             | гетьманування Івана Мазепи.                               |
| 1707—1709  |  | Михайло Гамалія             | гетьманування Івана Мазепи.                               |
| 1713—1715  |  | Іван Нос (Ніс)              | гетьманування Івана Скоропадського.                       |
| 1715—1728  |  | Іван Чарниш                 | гетьманування Івана Скоропадського та Павла Полуботка.    |
| 1728—1740  |  | Михайло Забіла              | гетьманування Данила Апостола.                            |
| 1728—1730  |  | Андрій Кандиба              | гетьманування Данила Апостола.                            |
| 1731—1740  |  | Іван Борозна                | гетьманування Данила Апостола.                            |
| 1741—1751  |  | Яким Горленко               | гетьманування Кирила Розумовського.                       |
| 1741—1751  |  | Федір Лисенко               | гетьманування Кирила Розумовського.                       |
| 1756—1781  |  | Ілля Журман                 | гетьманування Кирила Розумовського.                       |
| 1762—1781  |  | Олександр Дублянський       | гетьманування Кирила Розумовського.                       |
| 1763—1776  |  | Яким Сулима                 | гетьманування Кирила Розумовського.                       |

- Іван Домонтович